# Paul Ekblom
Paul Ekblom är professor i psykologi verksam vid University of Arts London forskningscenter för Design Against Crime. Han tog doktorsexamen vid University College London.
Ekblom har arbetat som forskare åt brittiska Home Office under många år och initialt med frågor rörande brottsprevention. Han har även varit verksam internationellt inom bland annat European Crime Prevention Network (EUCPN), Europol, FN och Europarådet.